# Kita (herb szlachecki)
Kita – polski herb szlachecki z nobilitacji.

## Opis herbu
W polu srebrnym podkowa czarna, z zaćwieczonym takimż krzyżem kawalerskim.

## Najwcześniejsze wzmianki
Nadany 28 lutego 1545 Joachimowi Kicie, mieszczaninowi Gdańskiemu.

## Herbowni
Kita, Krasnożon